# Baptyści w Niemczech

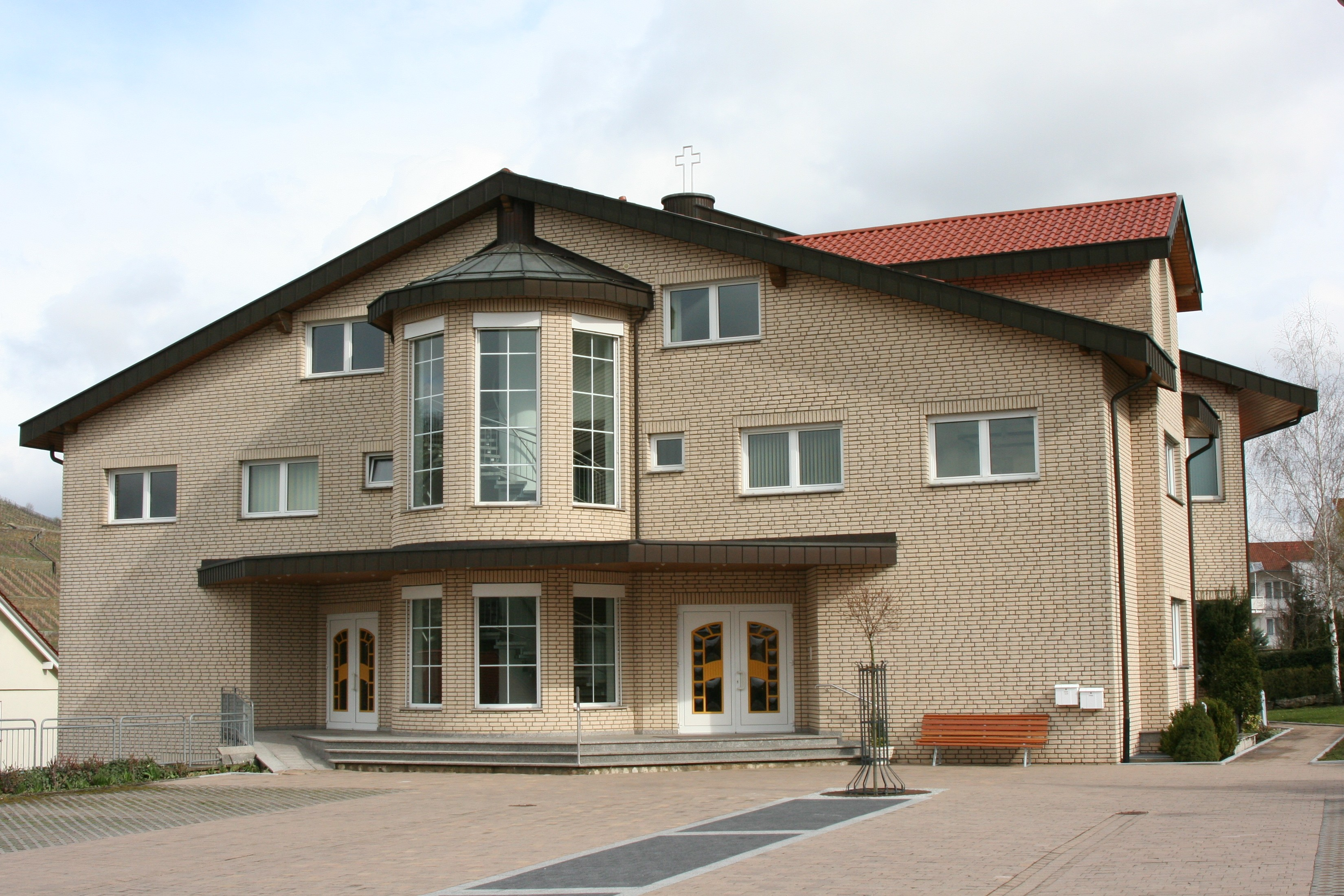
Dom modlitwy w Weinsberg.

Baptyści w Niemczech – wyznawcy baptyzmu w Niemczech. Baptyści pojawili się w Niemczech w roku 1834, w Hamburgu. Baptyści działają w obrębie kilkunastu denominacji.

## Historia

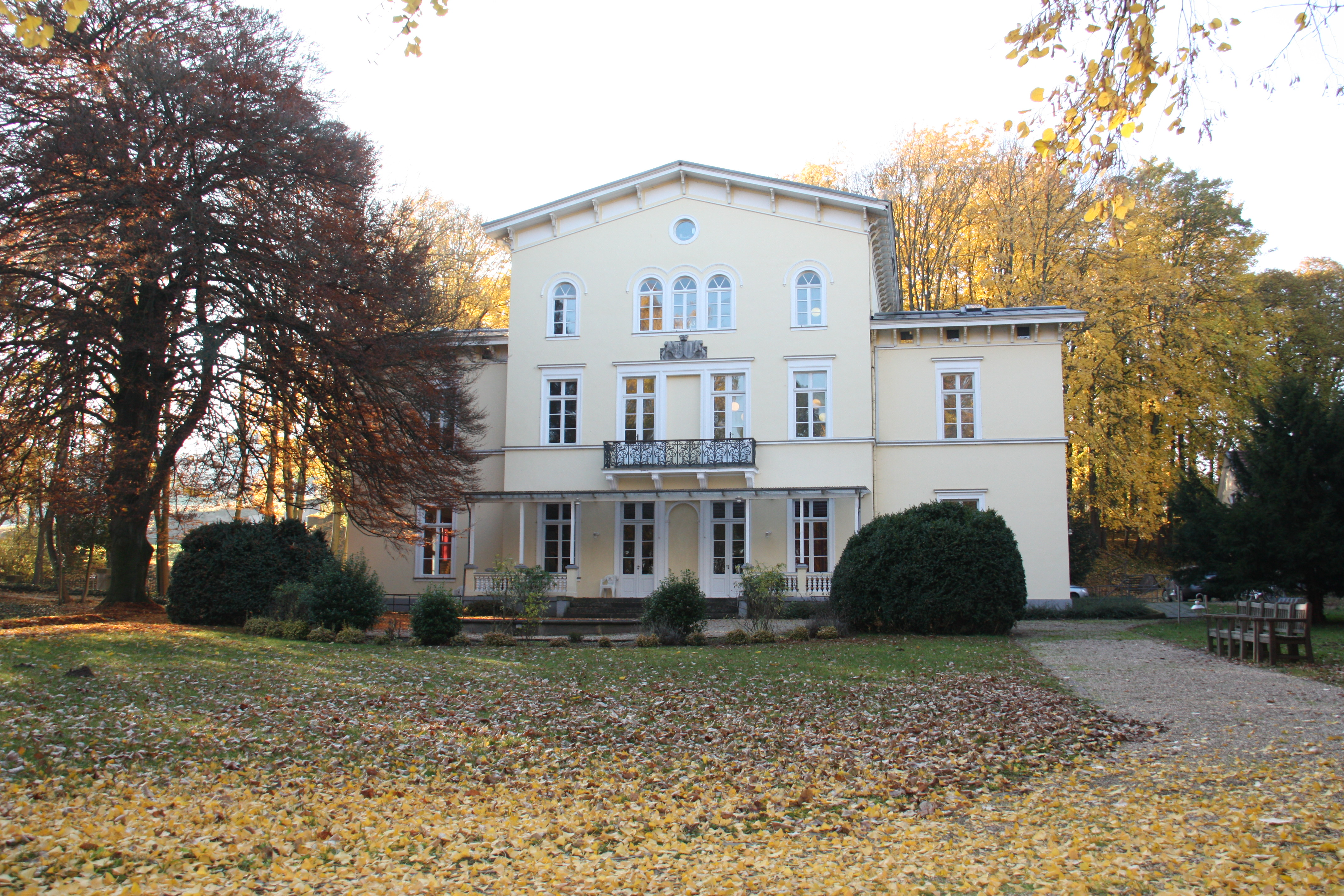
Seminarium biblijne w Bonn.

W 1834 roku amerykański baptysta Barnas Sears odwiedził Hamburg. Jednym z pierwszych konwertytów był kupiec Johann Gerhard Oncken, który został ochrzczony wraz z żoną i pięcioma innymi osobami w rzece Łabie. W ten sposób powstał zbór w Hamburgu, Oncken został jego pierwszym pastorem. Oncken założył liczne zbory w Niemczech oraz poza granicami Niemiec, założył szkołę niedzielną, założył wydawnictwo i doprowadził do powstania niemieckiej unii zborów baptystycznych. W roku 1837 powstał zbór w Berlinie, w 1838 – w Stuttgarcie, w 1844 – w Elblągu, a w 1846 we Wrocławiu i Szczecinie. Do roku 1848 baptyści byli prześladowani przez państwo.
Podobnie jak i inne niemieckie Kościoły baptyści entuzjastycznie powitali dojście do władzy Hitlera. F. Fullbrandt w 1934 roku oświadczył, że tylko Hitler jest w stanie powstrzymać powódź niewiary w Europie i całym zachodnim świecie. Nazistów wspierał także Paul Schmidt. Aż do końca wojny niemieccy baptyści nie wypowiadali się w kwestii żydowskiej. Milczenie było wynikiem szeregu przyczyn, po pierwsze niemieckie państwo zaprzestało restrykcyjnej polityki wobec baptystów i dopiero naziści zagwarantowali baptystom rzeczywistą wolność religijną. Drugim powodem było myślenie, że każda władza pochodzi od Boga. Po trzecie, niemieccy baptyści nie mieli doświadczenia politycznego. Po czwarte, baptyści byli niewielkim ugrupowaniem i byli ignorowani.
Baptystów w okresie nazistowskim cechowała bierność w sprawach polityki. Tylko czterech baptystycznych pastorów było członkami NSDAP, z drugiej strony tylko trzech baptystycznych pastorów zostało uwięzionych. Podczas wojny nawet zanoszenie modlitw o pokój było traktowane jako zbyt polityczne i pastorzy, w których zborach takie modlitwy zanoszono byli ostrzegani. Modlić się należało o zwycięstwo Niemiec.

## Statystyki

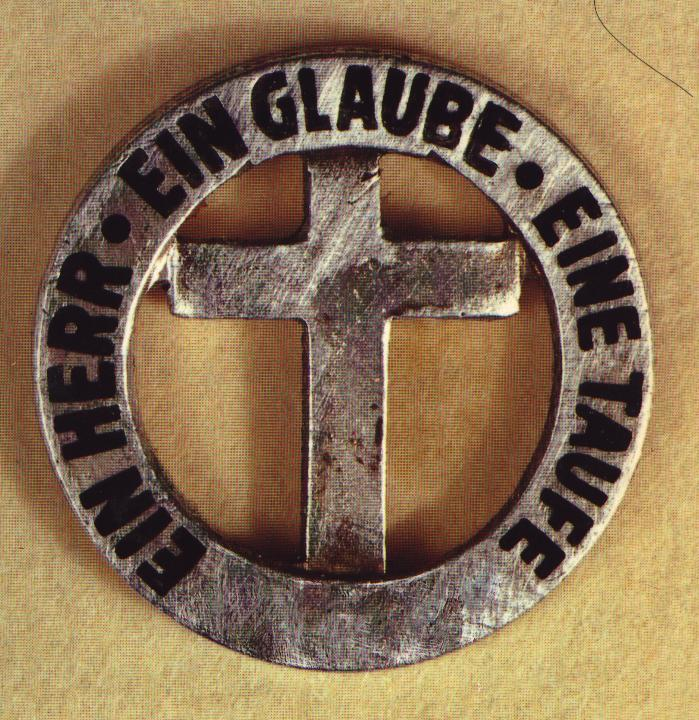
Ein Herr. Ein Glaube. Eine Taufe – baptystyczne motto z okazji stulecia baptyzmu w Niemczech, Berlin 1934.

Związek Zborów Ewangelicko-Wolnokościelnych w Niemczech w 2012 roku liczył 81 769 ochrzczonych członków i ponad 100 tysięcy wiernych w 805 zborach.
W 1949 roku powstał Związek Nieniemieckich Ewangelicko-Wolnokościelnych Zborów.
Istnieje około 50 zborów biblijnych baptystów.
Kalwinistyczni baptyści mają swój własny Kościół (Reformierte Baptisten), liczy on około 10 zborów.
W roku 2012 łączna liczba baptystów ze wszystkich denominacji wynosiła około 290 000 skupionych w 550 zborach. Większość z nich stanowili imigranci z byłego Związku Radzieckiego.